# Yiinthi chillagoe
Yiinthi chillagoe là một loài nhện trong họ Sparassidae.
Loài này thuộc chi Yiinthi. Yiinthi chillagoe được Hugh Davies miêu tả năm 1994.